# Casa al carrer Olot, 3 (Tortellà)
La Casa al carrer Olot, 3 és una obra modernista de Tortellà (Garrotxa) inclosa a l'Inventari del Patrimoni Arquitectònic de Catalunya.

## Descripció
Casa situada al carrer d'Olot núm.3, molt pròxima a la Plaça del Mercat. Els baixos estan ocupats per una botiga de queviures i no presenten res de destacable. El primer pis disposa d'un ampli balcó, sostingut per sis mènsules ornamentades amb fullatges i volutes, dona accés a dues portes emmarcades per amplis guardapols, ornats amb decoracions de flors i fulles estilitzades així com d'elements ceràmics. En mig d'aquestes obertures hi ha la següent inscripció emmarcada dins una decoració feta d'estuc i mosaic: "V. G.". Una sanefa amb motius geomètrics marca la separació amb la segona planta que disposa de dos balcons sostinguts per mènsules i les obertures que hi donen a accés estan ornamentades amb els mateixos motius descrits al primer pis. La façana està estucada i simula l'existència de carreus cantoners."